# Jean Bardet (éditeur)
Pour les articles homonymes, voir Jean Bardet et Bardet.
Jean, Michel, Bardet (Paris, 20 février 1910 - Paris, 30 septembre 1983) est un éditeur français qui, en 1937, a fondé avec Paul Flamand les Éditions du Seuil,,.

## Jeunesse et débuts professionnels

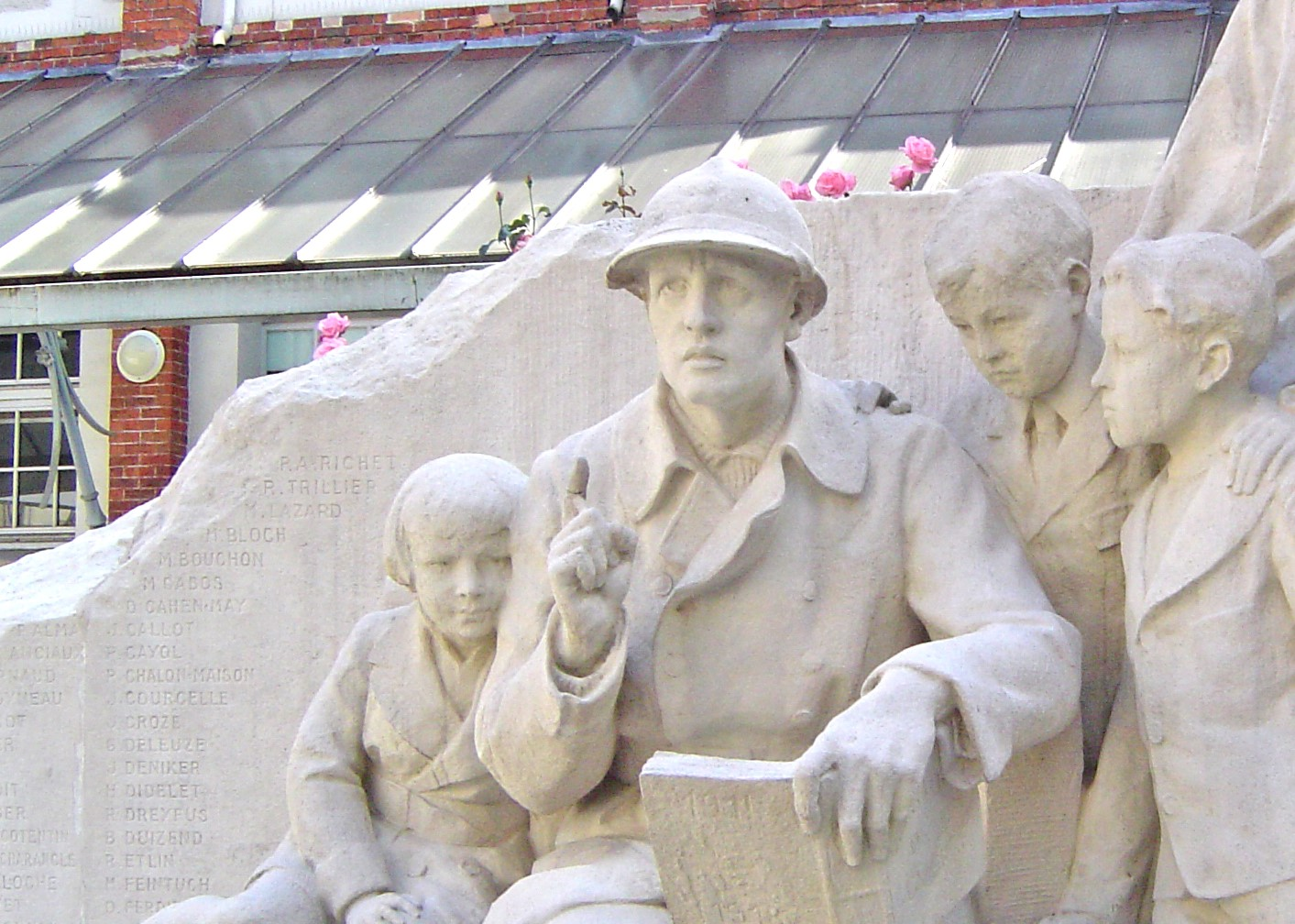
La Leçon d'Histoire, 1921 par François Cogné, Monument aux Morts, Lycée Carnot, Paris.

Jean Bardet, né à Paris dans le quartier de la Plaine-Monceau, est le troisième des cinq enfants d'Augustin Bardet et Madeleine Comont.  La famille Bardet, originaire de Savoie, vivait à Paris depuis 1777 dans le quartier de l'Odéon. Augustin, comme quatre autres Augustin Bardet avant lui, était marchand de porcelaine. Madeleine, née à Yvetot, avait suivi à Paris une de ses sœurs installée avec son époux, héritier d'un négociant de Rouen, près du Parc Monceau.
Élève brillant au Lycée Carnot, Jean Bardet sert de modèle au sculpteur François Cogné pour le groupe La Leçon d'Histoire sur le monument aux morts érigé en 1921 dans la cour de l'établissement. Après son baccalauréat, il passe avec succès le concours d'entrée à l'École des hautes études commerciales de Paris.
Il abandonne pourtant ses études et rejoint un petit groupe de militants catholiques, regroupés autour d'un religieux charismatique, l'abbé Jean Plaquevent, rencontré en 1929 et qui deviendra son guide intellectuel et spirituel,. Ce dernier, toujours en quête d'initiatives pour "Refaire une nation chrétienne et française", lancera en 1935 les éditions du Seuil, d'abord avec l'un de ses premiers disciples Henri Sjöberg, et sa femme Jeanne Sjöberg. Jean Bardet, avec un autre disciple de Plaquevent, Paul Flamand, reprendra les rênes de la petite maison d'édition en 1937.
Les deux jeunes gens s'installent alors au 1, rue des Poitevins, où Jean Bardet domicilie les éditions du Seuil. Les premiers titres publiés visent essentiellement un public catholique, en particulier la jeunesse scoute. Mais la guerre va interrompre leur essor. Jean Bardet, mobilisé, combat dans les Corps-francs avant d'être fait prisonnier, tandis que Paul Flamand, de santé fragile, est réformé, avant de s'investir dans le mouvement "Jeune France".

## Le développement des Éditions du Seuil

Siège historique des éditions du Seuil, 27 rue Jacob à Paris. Dessin de Robert Lapoujade, devenu le symbole de la maison d'édition à partir de 1951.

Tous deux sont en mesure de reprendre leurs activités d'éditeurs en 1943, mais c'est en 1945, à la Libération, que le Seuil, va trouver sa place dans la recomposition du paysage intellectuel de l'après-guerre. 
Le recrutement d'une nouvelle équipe exige des locaux plus grands et l'entreprise  déménage au 27 rue Jacob, dont la façade deviendra l'emblème de la maison d'édition. 
Jean Bardet animera et développera les services opérationnels, fabrication, commercial, financier, Paul Flamand se consacrant au service littéraire. 
Les deux cofondateurs prendront ensemble leur retraite en 1979.

## Famille
Jean Bardet était le neveu de Georges Bardet (1885-1966), médecin, qui en 1920 a décrit le syndrome de Bardet-Biedl.
Il a épousé en 1946 Marie Letourneux (1917-2016), une psychanalyste, fille de Georges Letourneux, directeur des usines clermontoises Pingeot. Ils ont eu trois enfants : Vincent (né en 1947), Martine (née en 1949) et Isabelle (née en 1951).
Décédé en 1983, il a été inhumé à Villeconin, près de sa maison de campagne, dans la vallée de la Renarde qu'il a contribué, pendant ses quatre années de retraite, à faire classer.